# Cryptoscatomaseter haldemani
Cryptoscatomaseter haldemani är en skalbaggsart som beskrevs av Horn 1887. Cryptoscatomaseter haldemani ingår i släktet Cryptoscatomaseter och familjen Aphodiidae. Inga underarter finns listade i Catalogue of Life.